# Banco Rio e Mato Grosso
O Banco Rio e Mato Grosso foi uma instituição financeira criada no princípio da República, com base no Decreto nº 1.149 de 6 de dezembro  de 1890, e teve como fundadores Francisco Moreira da Fonseca, Francisco Murtinho e Francisco de Paula Mayrink. Operou com sede no Rio de Janeiro com representações em Corumbá e Cuiabá entre janeiro de 1891 e julho de 1902. Foi presidido entre até 1896 por Joaquim Murtinho e depois de 1897 por Francisco Murtinho.